# Lista de concorrentes do Produce 101 (Temporada 2)
Produce 101 Season 2 (hangul: 프로듀스 101 시즌 2) é um reality show de sobrevivência produzido e exibido pelo canal de televisãosul-coreano Mnet, lançado como a segunda temporada do programa Produce 101. É um projeto de grande escala no qual o público (chamado "produtores nacionais") "produz" um grupo masculino ao escolher 11 membros entre 101 trainees de 54 empresas de entretenimento. O público também escolhe o conceito, a canção de estreia e o nome do grupo. Em 16 de junho de 2017, o final da temporada foi transmitido ao vivo, anunciando os últimos onze membros, os quais estrearam no grupo Wanna One.

## Participantes do Produce 101 season 2
1. Kang Daniel (강다니엘)
2. Park Ji-hoon (박지훈)
3. Lee Dae-hwi (이대휘)
4. Kim Jae-hwan (김재환)
5. Ong Seong-woo (옹성우)
6. Park Woo-jin (박우진)
7. Lai Guan-lin (라이관린)
8. Yoon Ji-sung (윤지성)
9. Hwang Min-hyun (황민현)
10. Bae Jin-young (배진영)
11. Ha Sung-woon (하성운)
12. Jung Se-woon (정세운)
13. Kang Dong-ho (강동호)
14. Kim Jong-hyun (김종현)
15. Im Young-min (임영민)
16. Ahn Hyung-seob (안형섭)
17. Yoo Seon-ho (유선호)
18. Arredondo Samuel (김사무엘)
19. Joo Hak-nyeon (주학년)
20. Choi Min-ki (최민기)
21. Kim Yong-guk (김용국)
22. Kwon Hyun-bin (권현빈)
23. Lee Eui-woong (이의웅)
24. Takada Kenta (타카다 켄타)
25. Noh Tae-hyun (노태현)
26. Kim Sang-kyun (김상균)
27. Jang Moon-bok (장문복)
28. Kim Dong-hyun (김동현)
29. Kim Dong-han (김동한)
30. Kim Tae-dong (김태동)
31. Seo Sung-hyuk (서성혁)
32. Kim Ye-hyun (김예현)
33. Lee Gun-hee (이건희)
34. Lee Woo-jin (이우진)
35. Park Woo-dam (박우담)
36. Jung Dong-soo (정동수)
37. Park Sung-woo (박성우)
38. Hong Eun-ki (홍은기)
39. Yoo Hoe-seung (유회승)
40. Woo Jin-young (우진영)
41. Joo Jin-woo (주진우)
42. Yeo Hwan-woong (여환웅)
43. Justin (저스틴)
44. Lee Gwang-hyun (이광현)
45. Byun Hyun-min (변현민)
46. Yoon Hee-seok (윤희석)
47. Kim Sung-ri (김성리)
48. Kim Sang-bin (김상빈)
49. Kim Tae-woo (김태우)
50. Lee Jun-woo (이준우)
51. Zhu Zheng-ting (정정)
52. Kim Nam-hyung (김남형)
53. Lee Ki-won (이기원)
54. Lee Yoo-jin (이유진)
55. Yoon Jae-chan (윤재찬)
56. Kim Yong-jin (김용진)
57. Lee In-soo (이인수)
58. Kim Dong-bin (김동빈)
59. Kim Tae-min (김태민)
60. Ha Min-ho (하민호)
61. Sung Hyun-woo (성현우)
62. Joo Won-tak (주원탁)
63. Choi Dong-ha (최동하)
64. Jung Joong-ji (정중지)
65. Kwon Hyub (권협)
66. Im Woo-hyuk (임우혁)
67. Jung Hyo-jun (정효준)
68. Son Dong-myung (손동명)
69. Lee Seo-kyu (이서규)
70. Kim Hyun-woo (김현우)
71. Choi Tae-woong (최태웅)
72. Jo Jin-hyung (조진형)
73. Yoon Yong-bin (윤용빈)
74. Han Min-ho (한민호)
75. Yoo Jin-won (유진원)
76. Kim Yeon-guk (김연국)
77. Jung Shi-hyun (정시현)
78. Kim Chan-yul (김찬율)
79. Choi Seung-hyuk (최승혁)
80. Lee Hoo-lim (이후림)
81. Kim Jae-han (김재한)
82. Kim Chan (김찬)
83. Jang Dae-hyun (장대현)
84. Yoo Kyung-mok (유경목)
85. Choi Ha-don (최하돈)
86. Park Hee-seok (박희석)
87. Yoo Ho-yeon (유호연)
88. Jo Gyu-min (조규민)
89. Wang Min-hyuk (왕민혁)
90. Choi Jun-young (최준영)
91. Jo Sung-wook (조성욱)
92. Kim Do-hyun (김도현)
93. Jo Yong-geun (조용근)
94. Lee Gun-min (이건민)
95. Jung Won-chol (정원철)
96. Choi Hee-soo (최희수)
97. Choi Jae-woo (최재우)
98. Lee Ji-han (이지한)
99. Han Jong-yeon (한종연)
100. Nam Yoon-sung (남윤성)
101. Kim Shi-hyun (김시현)